# Aktenversendung
Die Aktenversendung (lateinisch transmissio actorum) war ein frühneuzeitliches Verfahren zur Einholung fachkundigen Rates bei Straf- und Zivilprozessen. Die mit juristischen Laien besetzten lokalen Gerichte übersendeten dafür Gerichtsakten an Spruchkollegien der Juristenfakultäten oder Schöppenstühle, welche Rechtsgutachten und verkündungsfähige Urteilsformeln, sogenannte Consilia oder Responsa, anfertigten. Die Gerichte oder Parteien konnten solche Gutachten in jedem Stadium des Verfahrens beantragen, etwa um sich der Rechtmäßigkeit des Vorgehens zu versichern. Umstritten ist, ob die Gerichte an die Urteile der Spruchkollegien gebunden waren.
Wichtigste Grundlage für das ursprünglich aus Italien stammende Rechtsinstitut der Aktenversendung war Art. 219 der Constitutio Criminalis Carolina von 1532, nach welchem „Richter, wo jnen zweifeln zufiele, bei den nechsten hohen schuolen, Stetten, Communen oder andern rechtuerstendigen, […], rath zuo suochen schuldig“ waren.
Teilweise vorher schon verboten, endete die Aktenversendung in Deutschland formell am 1. Oktober 1879 mit Inkrafttreten der Reichsjustizgesetze beziehungsweise des Gerichtsverfassungsgesetzes.